# Emanuel Mendez da Costa
Emanuel Mendez da Costa, FRS, angleško-judovski botanik, naravoslovec in filozof, * 1717, † 1791.
Ukvarjal se je predvsem z mehkužci in njihovimi fosili. Napisal je med drugim dela A Natural History of Fossils (1757), Elements of Conchology, or An Introduction to the Knowledge of Shells (1776), British Conchology (1778) in več pomembnih člankov v reviji Philosophical Transactions of the Royal Society ter drugih.
Postal je eden od prvih članov Kraljeve družbe, kjer je imel kasneje funkcijo knjižničarja, in bil aktiven tudi v drugih naravoslovnih društvih svoje dobe.
1. 1 2  SNAC — 2010.